# Giovanni Battista Bertucci il Giovane

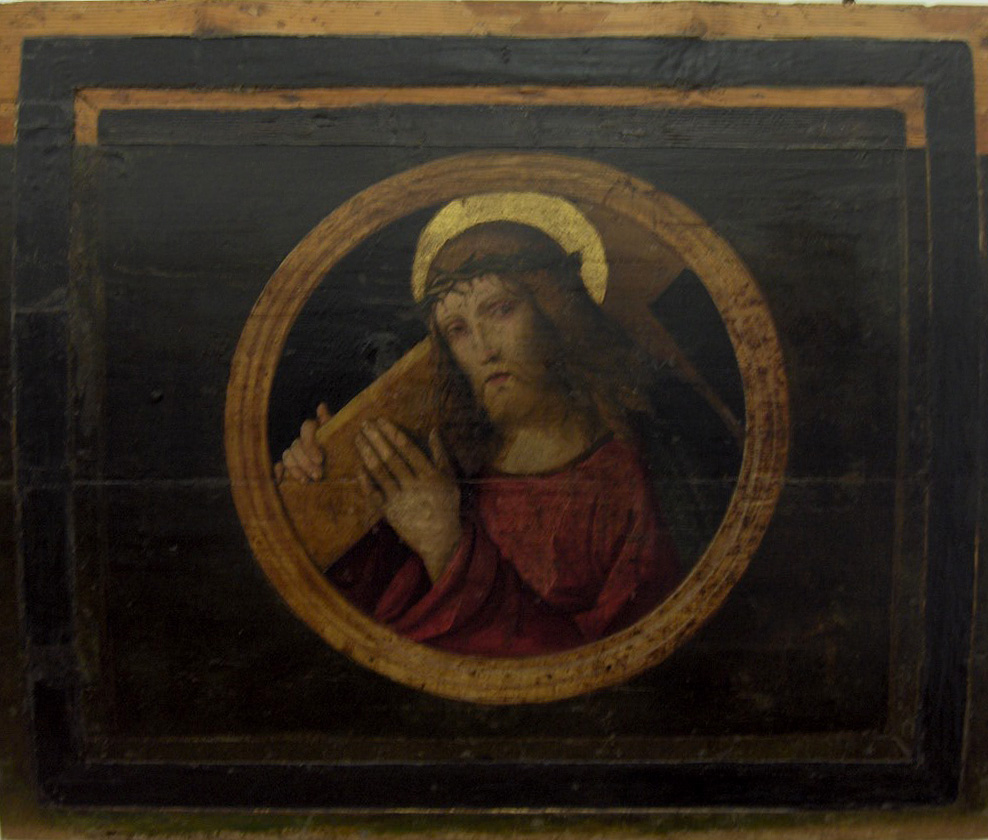
Cristo che porta la croce, di Bartolomeo Coda o di Bertucci, ora al Museo civico di Rimini

Giovanni Battista Bertucci detto il Giovane (Faenza, 15 febbraio 1539 – 19 febbraio 1614) è stato un pittore italiano, conosciuto anche come Giovan Battista dei Pittori o Giovanni Battista da Faenza.

## Biografia
Giovanni Battista Bertucci, detto il Giovane per distinguerlo dal nonno, ugualmente pittore, Giovanni Battista Bertucci il Vecchio, fu figlio di Raffaele, pittore e falegname.
Il giovane Battista fu educato dallo zio Giacomo, detto Iacopone. Con lui collaborò infatti alla decorazione delle Logge Vaticane tra il 1560 e il 1564.
Rientra a Faenza intorno al 1565-1569 e gli viene riconosciuta una prima opera, il ritratto di Ercole Rondinini.

Nel 1567 insieme allo zio viene accusato di eresia e nel 1569 fu processato, ma non condannato in seguito a solenne abiura.
Le sue prime pittura note sono a partire dal 1575, anno in cui collaborò con lo zio Iacopone e Giulio Tonducci alla decorazione del soffitto della chiesa di San Giovanni Battista.

Per quarant’anni si dedicò all’esecuzione di innumerevoli quadri per le chiese cittadine, del contado e delle vicine città romagnole. Le sue composizioni sono improntate sul modello della Controriforma, presentano uno svolgimento quasi bidimensionale ed appaiono estremamente affollate.
La sua attività è intensa e numerosissime sono le sue opere, spesso datate e firmate, fino al 1614..

## Opere
- Nascita della Vergine, su user.amamusei.it. URL consultato il 23 dicembre 2017 (archiviato dall'url originale il 24 dicembre 2017). - Pinacoteca Comunale di Faenza, Faenza
- La Vergine assunta in cielo incoronata da due Angeli e i Santi Girolamo e Francesco - Pinacoteca civica, Forlì
- San Giovanni Evangelista - Pinacoteca civica, Forlì
- La decollazione di San Giovanni Battista - Pinacoteca civica, Forlì
- L'Apparizione della Vergine a San Girolamo e due Cavina - MAR museo d'Arte. Ravenna
- Deposizione di Cristo - Pinacoteca comunale, Cesena
- Madonna delle Grazie con S.Francesco d'Assisi, Sant'Antonio di Padova, San Savino, Sant'Apollinare e il committente don Rondinini, su beweb.chiesacattolica.it. - Museo Diocesano, Faenza
- Crocifissione di Gesù Cristo, su beweb.chiesacattolica.it. - Museo Diocesano, Faenza
- La Vergine con Bambino in gloria e santi - Museo civico, Russi.